# Grand Vaza
Coracopsis vasa
Espèce
Statut de conservation UICN

 LC  : Préoccupation mineure
Statut CITES
Le Grand Vaza  (Coracopsis vasa), aussi connu en tant que Perroquet vaza, est une espèce d'oiseaux de la famille des Psittacidae.

## Sous-espèces
D'après la classification de référence (version 5.1, 2015) du Congrès ornithologique international, cette espèce est constituée des sous-espèces suivantes (ordre phylogénique) :
- Coracopsis vasa comorensis (W.K.H. Peters, 1854) des Comores ;
- Coracopsis vasa drouhardi Lavauden, 1929 de l'ouest et du sud de Madagascar ;
- Coracopsis vasa vasa (Shaw, 1812) de l'est de Madagascar.

## Répartition
Ce perroquet peuple Madagascar et les Comores. Il a été introduit à La Réunion (probablement la sous-espèce vasa) où il est aujourd'hui apparemment éteint.

## Description

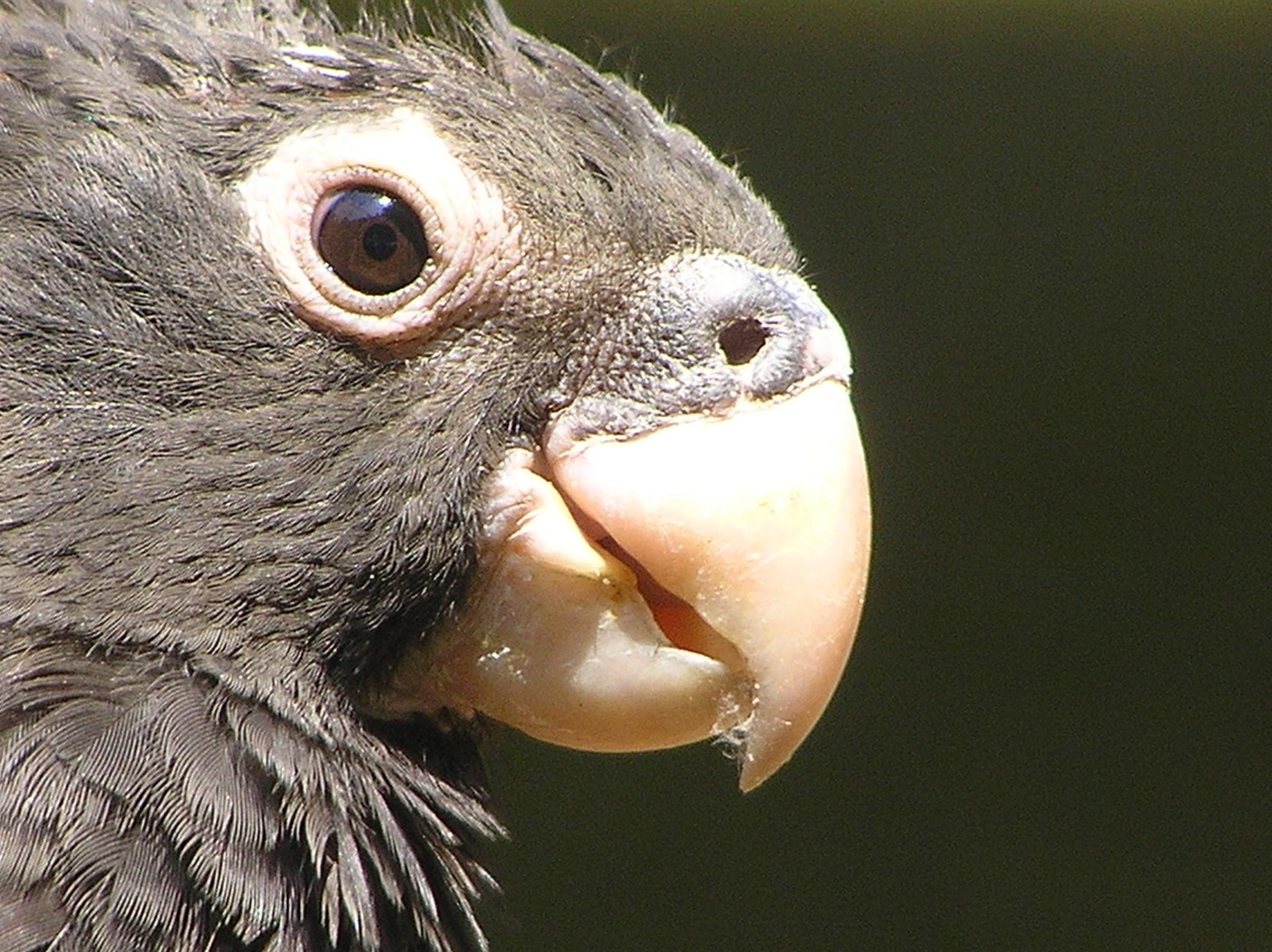
Gros plan dans un zoo

Il mesure 50 cm environ. Son plumage est gris-brun sombre, mais légèrement plus pâle sur les parties inférieures. Ce perroquet  fait exception pour sa reproduction avec son hémipénis externe et largement visible en période de reproduction. Sa copulation, une des plus longues du monde aviaire, dure jusqu'à une 90 minutes.

## Habitat
Le Grand Vasa peuple les forêts tropicales et subtropicales humides caducifoliées, les cocoteraies littorales, les savanes arborées, les rizières et autres cultures voisines des massifs boisés mais aussi les zones subdésertiques.

## Nidification

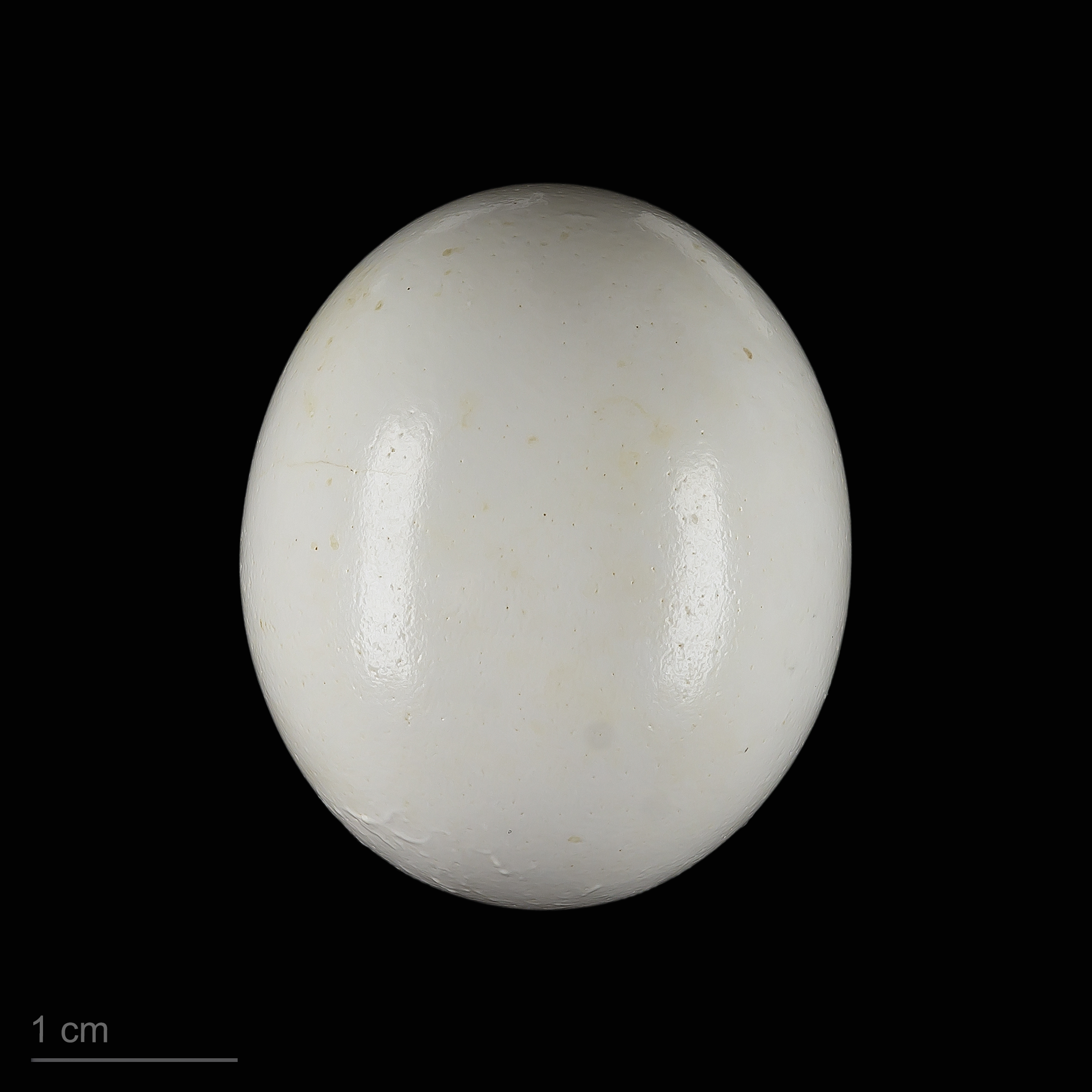
Œuf de Coracopsis vasa - Muséum de Toulouse

Cette espèce se reproduit d'octobre à janvier dans l'ouest malgache. Le nid est installé dans les baobabs notamment. Plusieurs nids de couples différents peuvent être actifs dans un même arbre. La ponte comporte généralement 3 œufs. L'incubation dure 17 jours environ. Les jeunes demeurent au nid entre 45 et 49 jours avant de s'envoler.

## Mouvements
Cet oiseau est probablement sédentaire mais des mouvements locaux, liés à la recherche de nourriture, sont observés. Des individus sont souvent notés volant très haut au-dessus des forêts, parfois à la lumière lunaire.